# Wiens Peak
Wiens Peak är en bergstopp i Antarktis. Den ligger i Västantarktis. Argentina, Chile och Storbritannien gör anspråk på området. Toppen på Wiens Peak är 1 205 meter över havet.
Terrängen runt Wiens Peak är kuperad. Trakten är obefolkad. Det finns inga samhällen i närheten. 